# Фудоин
Храм Фудоин (яп. 不動院 Фудо:-ин) — буддийский храм секты Сингон, который находится в Японии, в городе Хиросима.

## История
Первые упоминания о существовании храма были в эпоху Хэйан (794 — 1185 год), который был одним из центров культа Будды Медицины. Но в период Сэнгоку (со второй половины XV до начала XVII века) храм полностью сгорел. В XVI веке монах Анкокудзи Экэй — дипломат рода Мори, восстановил храмовые постройки, в том числе в 1540 году построен Кондо (главный зал).
Данный храм является одной из немногих уцелевших построек во время атомной бомбардировки в 1945 году, только крышу сорвало. В 1958 году Кондо был признан национальным сокровищем Японии.

## Культурное наследие
* Кондо (главный зал);
* Колокольня;
* Башня ворот и сами ворота

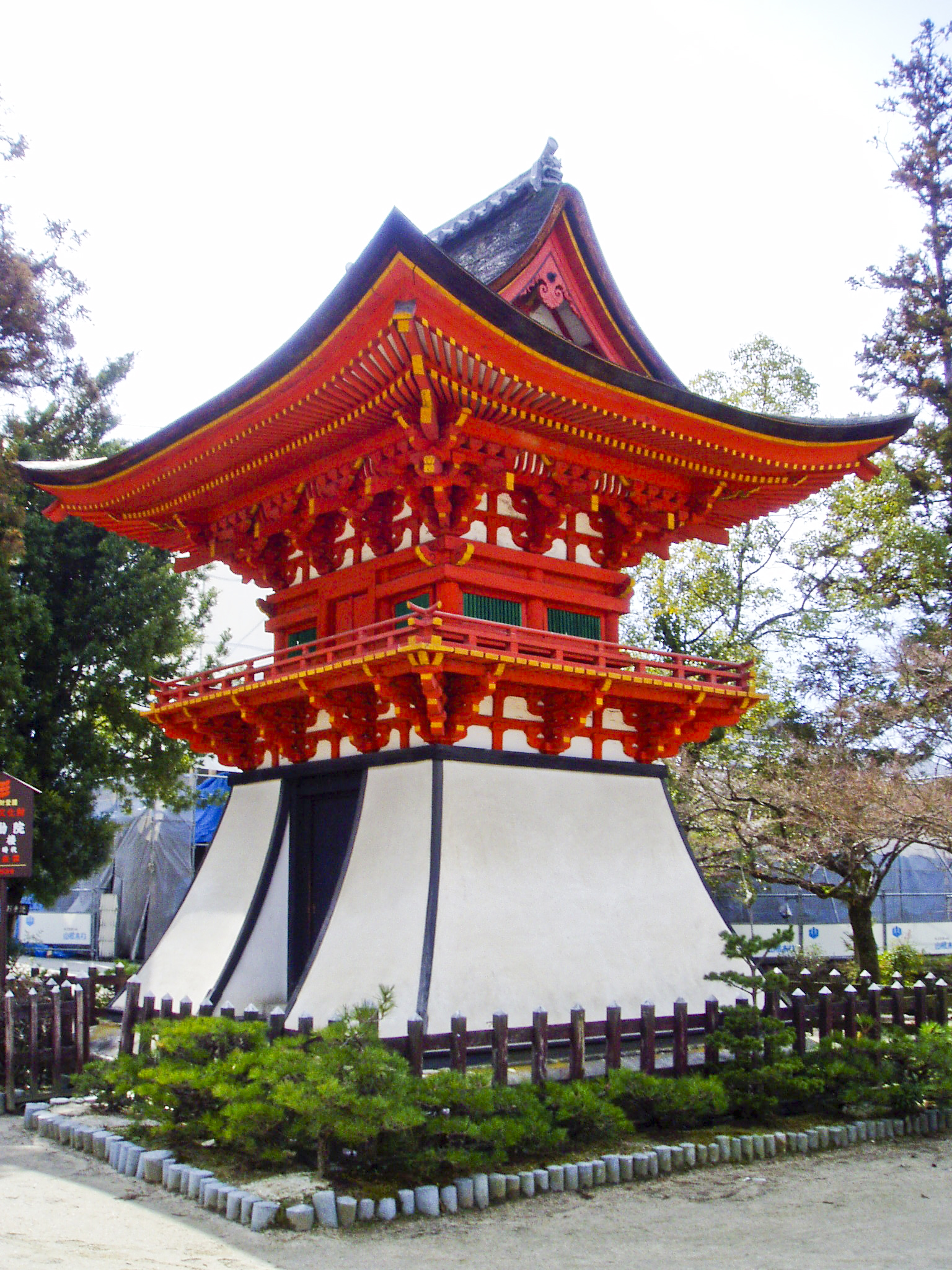
Колокольня храма

* Деревянная статуя сидящего Будды Медицины